# Gilbert Abbott à Beckett
Gilbert Abbott à Beckett (Londres, 9 de janeiro de 1811 — Bolonha-sobre-o-Mar, 30 de agosto de 1856) foi um humorista inglês.

## Biografia
Beckett nasceu em Londres, filho de um advogado, e pertencente a uma família tradicional de Wiltshire, que reivindicava a descendência direta do pai de Tomás Becket, arcebispo da Cantuária. Foi educado na Westminster School, e seguindo os passos de seu pai, William à Beckett (grande apoiador da reforma municipal), formou-se em Direito, e em 1841 foi chamado para trabalhar como barrister em Gray's Inn, de cuja sociedade seu pai também era membro.
Desde muito jovem Beckett dedicou grande parte de seu tempo à literatura. Quando ainda em Westminster, em conjunto com seu irmão mais velho William, começou a editar dois periódicos, intitulados respectivamente, o Censor e o Literary Beacon, que chamaram muita atenção. Posteriormente, produziu, e foi o primeiro editor do Figaro in London (ilustrado por Robert Seymour e George Cruikshank), o precursor imediato da Punch. Pertenceu mais tarde, a equipe original da Punch.
Por muitos anos, foi um dos principais escritores do Times e do Morning Herald, e sob a assinatura de "The Perambulating Philosopher", contribuiu com uma série de artigos para o Illustrated London News, posteriormente, continuou sob outros títulos enviando artigos para Shirley Brooks e George Augustus Henry Sala. Em uma ocasião, o conjunto dos artigos no Times foram escritos por ele. Editou o Table Book, que continha Legend of the Rhine, e Omnibus, de Thackeray, ambos ilustrados por George Cruikshank. Em 1846, administrou o Almanack of the Month, para o qual toda a equipe da Punch (entre eles: John Leech, Richard Doyle, Mark Lemon, Douglas Jerrold, e Thomas Hood) foram contribuidores. Foi também o autor de Comic History of England e Comic History of Rome (ambos ilustrados por John Leech), o Comic Blackstone (com ilustrações de George Cruikshank), e o Quizziology of the British Drama.
Beckett, antes de seu casamento com Mary Anne, filha de Joseph, terceiro filho de Henry Glossop, de Silver Hall, Isleworth, Middlesex, tinha sido um prolífico colaborador para os teatros londrinos. Durante sua curta vida, escreveu cinquenta ou sessenta peças, algumas das quais ainda são apresentadas nos palcos. Nos últimos anos, após a sua nomeação para juiz, ele, em colaboração com o seu amigo Mark Lemon, dramatizou o romance The Chimes e outras obras de Charles Dickens, a pedido urgente do autor, que queria livrar suas histórias das mãos inescrupulosas de adaptadores não autorizados.
Apesar de dedicar muito do seu tempo à literatura, foi também muito zeloso no exercício de sua profissão legal. Foi escolhido por Charles Buller, ministro do Interior, como um poor law commissioner, para investigar o escândalo relacionado com a workhouse em Andover, Hampshire; e foi devido ao seu relatório (declarado pelo ministro como sendo um dos melhores já apresentados ao parlamento) que importantes alterações foram feitas na legislação. Por este e outros serviços de qualidades semelhantes, Beckett foi, na tenra idade de trinta e oito anos, nomeado magistrado da polícia metropolitana, cargo que ocupou até sua morte, em 1856, em Bolonha-sobre-o-Mar, França, de febre tifoide e está sepultado no Cemitério de Highgate.
Seu irmão mais velho, Sir William à Beckett (1806–1869), tornou-se chefe-de-justiça em Vitória, Austrália. Foi pai de dois outros escritores vitorianos, Gilbert Arthur à Beckett e Arthur William à Beckett. Sua esposa, Mary Anne à Beckett (1817?–1863) foi compositora.